# WoO
WoO is de afkorting voor Werk ohne Opuszahl, dat 'werk zonder nummering' betekent.
De aanduiding komt voor bij composities van Beethoven. Deze heeft in zijn leven alleen die composities onder opusnummers geplaatst die hij zelf belangrijk genoeg vond. Dat is de opuslijst. Hij was een uiterst kritisch mens en publiceerde desondanks enige werken die hij kennelijk niet goed genoeg vond om ze een plaats op die opuslijst te gunnen. Na zijn dood hebben Georg Kinsky en Hans Halm, twee onderzoekers, al dat ongenummerde werk verzameld en toch op een lijst gezet: de lijst 'Werke ohne Opuszahl'. Toch was ook deze lijst incompleet en sindsdien zijn er nog vele nieuwe pogingen ondernomen, onder meer door Willy Hess en Giovanni Biamonti. Deze pogingen waren echter minder succesvol, zodat men gewoonlijk achter een Beethovencompositie hetzij een opusnummer, hetzij een WoO-nummer aantreft. Een kleine waarschuwing is op zijn plaats: vooral in de WoO-lijst zijn de nummers niet of nauwelijks in overeenstemming met de chronologie. Men veronderstelle dus beslist niet dat een hoog nummer aangeeft dat het een compositie uit later jaren betreft en een laag nummer dat het een compositie van de jongeman betreft.
Het bekendste WoO van Beethoven is "Für Elise", WoO 59.